# Илијаш
Илијаш је градско насеље и сједиште истоимене општине која се налази сјеверозападно од града Сарајева, у кантону Сарајево, Федерација БиХ. У Илијашу се налази српска православна црква Светог пророка Илије, која је саграђена крајем 19. века.

## Географија
Географске особине предјела који данас чине општину и њихов положај са повољном климом, подесност за земљорадњу и сточарство, рудна и шумска богатства условили су рано насељавање на овим подручјима.

## Историја
Најстарији трагови живота на овим просторима везани су за доба палеолита, о чему свједочи и комплекс Бијамбарских пећина на Црноријечкој висоравни.
Између Олова и Вареша, Средњег и Чевљановића, на просторном платоу Црноријечке висоравни налазе се богата рудишта гвожђа, олова, мангана и живе. На том простору наплаћивана је царина још давне 1384. године, а руда је преношена у Дубровник.
Природна богатства шуме, руде, неискориштено земљиште и радна снага, постају нарочито интересантна у доба Аустроугарске владавине када се подижу и прва индустријска предузећа, отвара рудник, граде жељезничке пруге.
С првим годинама окупације Босне и Херцеговине од стране Аустроугарске приступа се отварању рудника, па је тако већ 1880. ступио у живот рудник мангана „Босна“ у Чевљановићима који је цијели низ година подмиривао потребе Аустроугарске монархије.
Организовано школство општине везано је за посљедње године Аустроугарске владавине у БиХ. Прва школа почела је са радом 1908. у Чевљановићима, звала се "Werkhauss" коју су похађала дјеца рудара рудника мангана.
У септембру 1914. стрељани су свештеник Трипко Максимовић и 18 сељака, који су били таоци на прузи Семизовац-Високо, споменик им је подигнут 1938. (чланак у "Политици" говори о 17 живих закопаних)
У августу 1939. "Југочелик" је започео градњу фабрике у овом месту.
Осмогодишње школе у Илијашу и Иванчићима почињу са радом школске 1955/1956 године, школа у Љубини је почела са радом школске 1960/61, а затим школе у Шићима, Сировинама, Вукасовићима, Биочи, Малешићима, Караули и Висојевици. У октобру 1969. подигнут је споменик за 53 родољуба убијених 1941.
У школској 1991/92. години, непосредно пред рат у БиХ, настава основног образовања се изводила у сљедећим основним школама: О. Ш. „27. јул“ Илијаш, ОШ „Владо Вуковић“ Подлугови и ОШ „Евгеније Спахић Жељко“ у Средњем и Подлипнику.
Већински насељена српским становништвом, општина је од 1992. до 1996. својим највећим дијелом била под контролом Војске Републике Српске. Дејтонским споразумом општина је готово у цјелини припала Федерацији БиХ, а српско становништво се у страху махом иселило и населило широм Републике Српске и других земаља.

## Привреда
Шуме као природна богатства једне земље су од посебног значаја, јер су у питању ресурси који се како природно тако и вјештачки обнављају, представљајући материјалну основу за обнову и дугорочан развој.
На десној страни пута Сарајево – Олово, у насељу Подлипник, регистровано је лежиште термалне воде и љековитог блата. Извориште се налази у изванредном природном амбијенту на надморској висини око 900 м.
Комплекс Бијамбарских пећина се налази на Црноријечкој висоравни, на надморској висини од 950 м, и представља изузетну вриједност са становишта природних наука. Састоји се од три пећине различитих величина. Средња пећина је највећа и најатрактивнија. Пећина је састављена од четири засебне дворане. Горња пећина је много мања и састоји се од само једне дворане која је била насељена још у доба палеолитика. Пећински комплекс је окружен шумом смрче.
Стратешки сектори јачања економске основе општине Илијаш су: индустрија, туризам и комплементарне услуге, култура, спорт, рекреација, трговина, образовање — основно образовање. Индустрија је пажљиво економски и еколошки профилирана као одржива — прерада дрвета, производња пића, машинска индустрија, прерада пољопривредних производа, итд.

## Становништво
По последњем службеном попису становништва из 1991. године, општина Илијаш (у то вријеме једна од приградских општина Града Сарајева) је имала 25.184 становника, распоређених у 77 насељених места.
|                      | 2013.          | 1991.           | 1981.           | 1971.           |
| Укупно               | 4 921 (100,0%) | 6 833 (100,0%)  | 5 946 (100,0%)  | 4 668 (100,0%)  |
| Бошњаци              | 4 306 (87,50%) | 2 008 (29,39%)1 | 1 395 (23,46%)1 | 1 379 (29,54%)1 |
| Хрвати               | 190 (3,861%)   | 733 (10,73%)    | 710 (11,94%)    | 737 (15,79%)    |
| Срби                 | 103 (2,093%)   | 3 093 (45,27%)  | 2 398 (40,33%)  | 2 047 (43,85%)  |
| Босанци              | 96 (1,951%)    | –               | –               | –               |
| Муслимани            | 63 (1,280%)    | –               | –               | –               |
| Роми                 | 52 (1,057%)    | –               | 31 (0,521%)     | 2 (0,043%)      |
| Неизјашњени          | 42 (0,853%)    | –               | –               | –               |
| Албанци              | 23 (0,467%)    | –               | 30 (0,505%)     | 37 (0,793%)     |
| Остали               | 18 (0,366%)    | 222 (3,249%)    | 62 (1,043%)     | 74 (1,585%)     |
| Босанци и Херцеговци | 16 (0,325%)    | –               | –               | –               |
| Непознато            | 5 (0,102%)     | –               | –               | –               |
| Црногорци            | 3 (0,061%)     | –               | 79 (1,329%)     | 78 (1,671%)     |
| Југословени          | 2 (0,041%)     | 777 (11,37%)    | 1 230 (20,69%)  | 295 (6,320%)    |
| Словенци             | 1 (0,020%)     | –               | 6 (0,101%)      | 12 (0,257%)     |
| Украјинци            | 1 (0,020%)     | –               | –               | –               |
| Македонци            | –              | –               | 5 (0,084%)      | 7 (0,150%)      |

1. 1 На пописима од 1971. до 1991. Бошњаци су пописивани углавном као Муслимани.

## Насељена мјеста
Балибеговићи, Бањер, Бокшићи, Буљетовина, Чемерница, Четојевићи, Доња Биоча, Доња Мисоча, Доње Село, Доњи Чевљановићи, Драгоради, Дражевићи, Дубоки Поток, Душевине, Гајеви, Гајине, Гојановићи, Горња Биоча, Горња Мисоча, Горњи Чевљановићи, Хаџићи, Хан Караула, Хан Шићи, Хомар, Илијаш, Иванчићи, Кадарићи, Каменица, Караула, Корита, Кошаре, Кожље, Крчевине, Кривајевићи, Куносићи, Лађевићи, Липник, Лука, Лука код Стублина, Љешево, Љубина, Љубнићи, Малешићи, Медојевићи, Мошевићи, Мраково, Нишићи, Оџак, Подлипник, Подлугови, Поповићи, Рибарићи, Рудник Чевљановићи, Солаковићи, Соврле, Средње, Стоморине, Стублине, Судићи, Шабанци, Тарачин До, Велика Њива, Видотина, Вилић, Висојевица, Вишњица, Владојевићи, Влашково, Врутци, Вукасовићи, Закутница и Злотеге.

## Рођени у Илијашу
- Радомир Савић, фудбалер